# Kalevi Numminen
Kalevi Numminen, född 31 januari 1940, är en finländsk ishockeyspelare och tränare. Han representerade Tappara 1957-1969 och blev finsk mästare tre gånger. Han var också finsk landslagman och deltog i två OS-turneringar och sju VM-turneringar. Totalt blev det 143 landskamper. Efter den aktiva karriären var Numminen tränare för Tappara 1970-1979.  Han var förbundskapten för Finlands herrlandslag i ishockey 1974 och 1978-1982. Numminen är med i finländsk hockeys Hall of Fame sedan 1986. Han är far till hockeyspelarna Teemu Numminen och Teppo Numminen. Priset för årets tränare i finsk ishockey är uppkallat efter Numminen, Kalevi Numminen-priset. 